# Л-11
Л-11 — советская дизель-электрическая минно-торпедная подводная лодка времён Второй мировой войны. Пятый корабль серии XI типа «Ленинец», в 1934 году предлагалось дать кораблю имя «Свердловец».

## История корабля
Лодка была заложена 10 июня 1934 года на заводе № 198 в Николаеве, заводской номер 284, в виде отдельных секций была перевезена в Комсомольск-на-Амуре, на завод № 199, где была собрана. 4 декабря 1936 года спущена на воду, 5 ноября 1938 года вступила в строй.
В ходе боевых действий в августе 1945 года 22 — 30 августа совершила поход, высадив десант в 61 человек в порту Маока, Сахалин. Во время похода транспортировала также 45-мм орудие, закреплённое за ограждением прочной рубки.
В 1949—1951 годах прошла капитальный ремонт. В 1949 году переименована в Б-11. В 1952 году случился пожар в аккумуляторной яме.
Осенью 1953 года на Б-11 (с экипажем Б-12) проводилось испытание новой системы регенерации воздуха. После покладки на грунт в прибрежной полосе при температуре воды +10 °C было отмечено повышение температуры воздуха в отсеках. На четвёртые сутки эксперимента, при температуре в отсеках +30 °C, лодка всплыла, однако неполадок в оборудовании не оказалось, а виновником нагрева стал горячий подводный источник, на который Б-11 случайно легла.
20 февраля 1959 года Б-11 разоружена и исключена из состава флота, впоследствии разделана на металл.

## Памятник

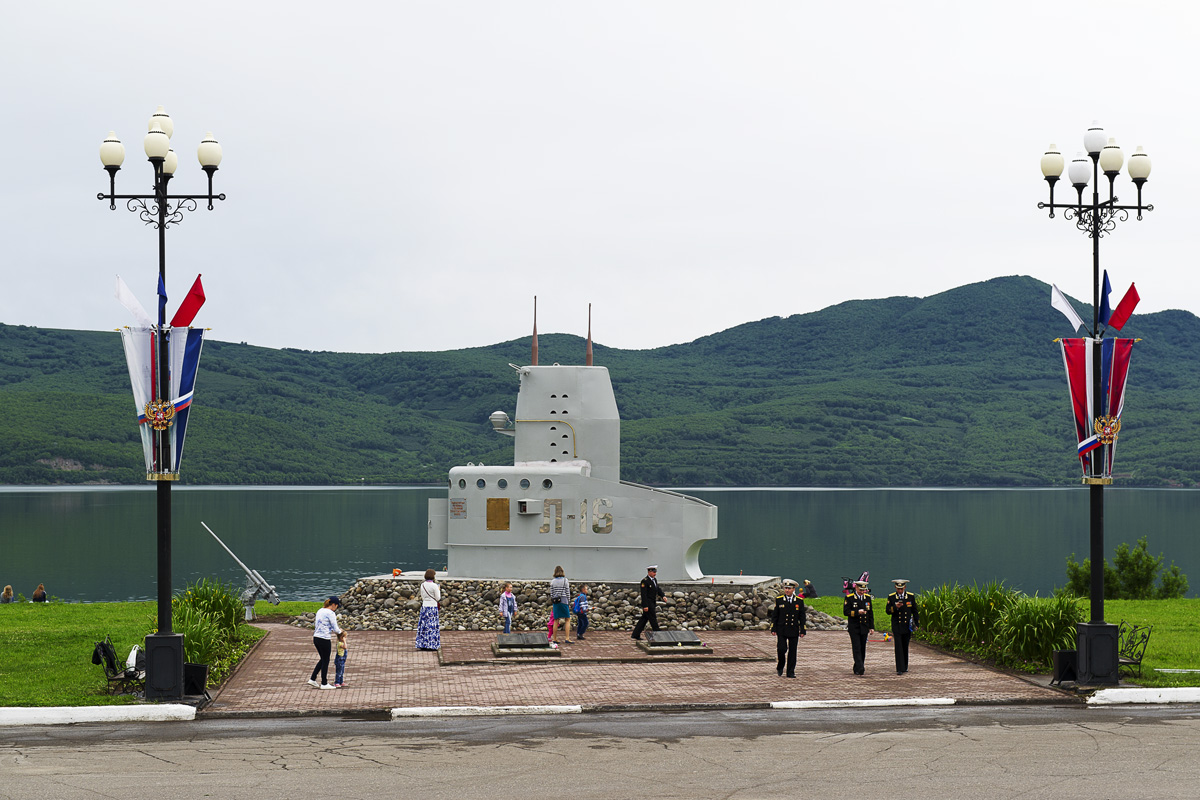
Памятник Л-16 (копия рубки Л-11) после реставрации, 2017 год

24 июля 1966 года на главной площади посёлка Рыбачий (ныне - район города Вилючинск), действующей базы подводных лодок, в качестве памятника экипажу Л-16 (относящейся к проекту XIII) была установлена рубка однотипной подлодки Л-11 проекта XI. В 2017 году рубку заменили заново изготовленной копией рубки Л-11, с сохранением оригинальных выдвижных устройств и латунных деталей.

## Командиры
- март 1937 — май 1938: С. Е. Чурсин[3]
- май 1938 — апрель 1940: Н. М. Мишенин
- апрель 1940 — ноябрь 1943: В. Н. Твердохлебов
- ноябрь 1943 — ноябрь 1945: К. В. Барбитов
- ноябрь 1945 — октябрь 1949: В. М. Гарвалинский
- 1949—1953: А. П. Касаткин
- 1957—1959: Белашев, Виктор Григорьевич[4]